# Игельстром, Осип Андреевич
Барон, затем (1792) граф О́сип Андре́евич Игельстром (нем. Otto Heinrich Graf Igelström; 7 мая 1737 — 18 февраля 1823) — российский государственный деятель и военачальник, посол в Речи Посполитой, генерал от инфантерии. Глава Уфимского и Симбирского наместничеств, в 1784—1791 гг. владелец имения Горжды.

## Жизнь и служба
Происходил из остзейского дворянского рода. Родился в семье лифляндского ландмаршала барона Густава Генриха фон Игельстрома и Маргареты Элизабеты фон Альбедиль. Генерал-майор Александр Игельстром, отличившийся в годы наполеоновских войн, приходился ему племянником.
Воспитывался сначала в Риге, затем в немецких университетах. В 1756 году поступил на службу в русскую гвардию и за отличия в Семилетнюю войну произведён в подполковники. В 1763 году состоял в Митаве при герцоге Курляндском, но скоро был отправлен в Польшу под начальство князя Н. В. Репнина, который возлагал на Игельстрома важные поручения политического характера.
Образованный, говоривший прекрасно на иностранных языках, любезный в обращении, молодой Игельстром состоял в близких отношениях с любовницей короля и этим путём добывал весьма ценные для русских сведения. В 1766 году он был произведён в полковники, королём польским был награждён орденом св. Станислава, а шляхтой принят в число польских дворян.

### Русско-турецкая война
Во время русско-турецкой войны 1768—1774 годов Игельстром отличился при осаде Килии, за что пожалован орденом Святого Георгия 3-го класса. За взятие Аккермана, где им захвачено 13 знамён, около 80 орудий и масса снарядов, произведён в генерал-майоры, а при заключении Кучук-Кайнарджийского мира — в генерал-поручики.
После Завоевания Крымского ханства по поручению Г. А. Потёмкина привёз в Россию из Тамани крымского хана Шагин-Гирея, из-за чего впоследствии пользовался покровительством и особым доверием князя Таврического.
Составитель и редактор служебной записки-справочника «Камеральное описание Крыма 1784 года», составленной по воле Г. А. Потёмкина, ныне важнейшего источника по истории Крыма, который включал также данные по позднему состоянию дел в Крымском ханстве.
В 1784 году благодаря этой протекции получил место генерал-губернатора Уфимского и Симбирского наместничеств. На этом посту он сдерживал местные коренные народы из числа мусульман, которые, как опасались в Петербурге, могли взбунтоваться на фоне войн с их единоверцами-турками.

### Дипломат
Игельстром участвовал в шведской войне и вёл переговоры с Армфельтом о заключении Верельского договора в 1790 году. За успешное заключение мирного договора был награждён от Екатерины II орденом Св. Андрея Первозванного, чином генерал-аншефа, похвальной грамотой, золотой шпагой и 40 тыс. рублей, а от шведского короля получил орден Серафимов (1791). 

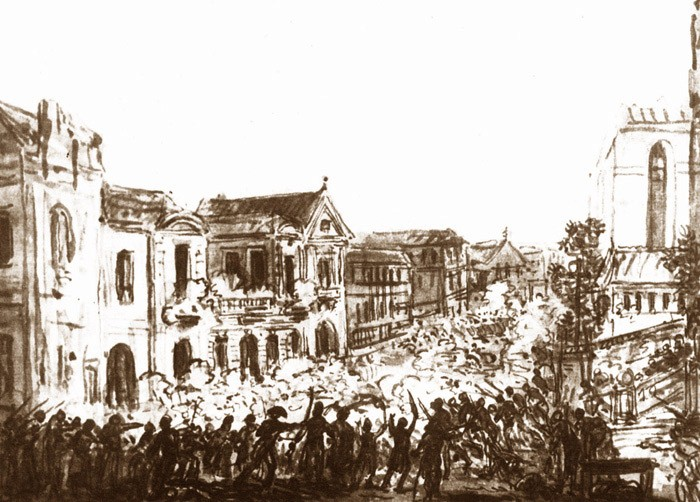
Штурм российского посольства в Варшаве (17 апреля 1794 года)

В течение двух следующих лет Игельстром был генерал-губернатором псковским, смоленским и временно управлял Малороссией, пока в декабре 1792 года не был послан в Варшаву для принятия главного начальства над русскими войсками в Речи Посполитой. В это время (29 июня) он был возведён (с двумя братьями) викарием Священной Римской империи (курфюрстом саксонским) в графское достоинство.
В 1793 году, по увольнении графа Я. Е. Сиверса, Игельстром заступил на его место в качестве полномочного российского посла в Речи Посполитой. Первое время его действия благосклонно были принимаемы в Петербурге. Игельстром хлопотал об уменьшении численности польской армии, о покупке её артиллерии Российской империей, о привлечении поляков на русскую службу. Предвидя восстание, он не раз просил князя П. А. Зубова, всесильного фаворита Екатерины II, увеличить армию, но получал в ответ только упрёки в трусости.
У жителей Варшавы он снискал репутацию сварливого подагрика, который стремился навязать свою волю полякам. Дипломат поселил в здании посольства замужнюю, но известную легкомысленным поведением красавицу, графиню Гонорату Залускую (1740—1819) — дочь люблинского губернатора Йозефа Стемпковского. Чтобы не тревожить её утренний сон, улицу Мёдова около посольства выложили толстым слоем соломы, перекрыв доступ карет и пешеходов.

### Варшавская заутреня

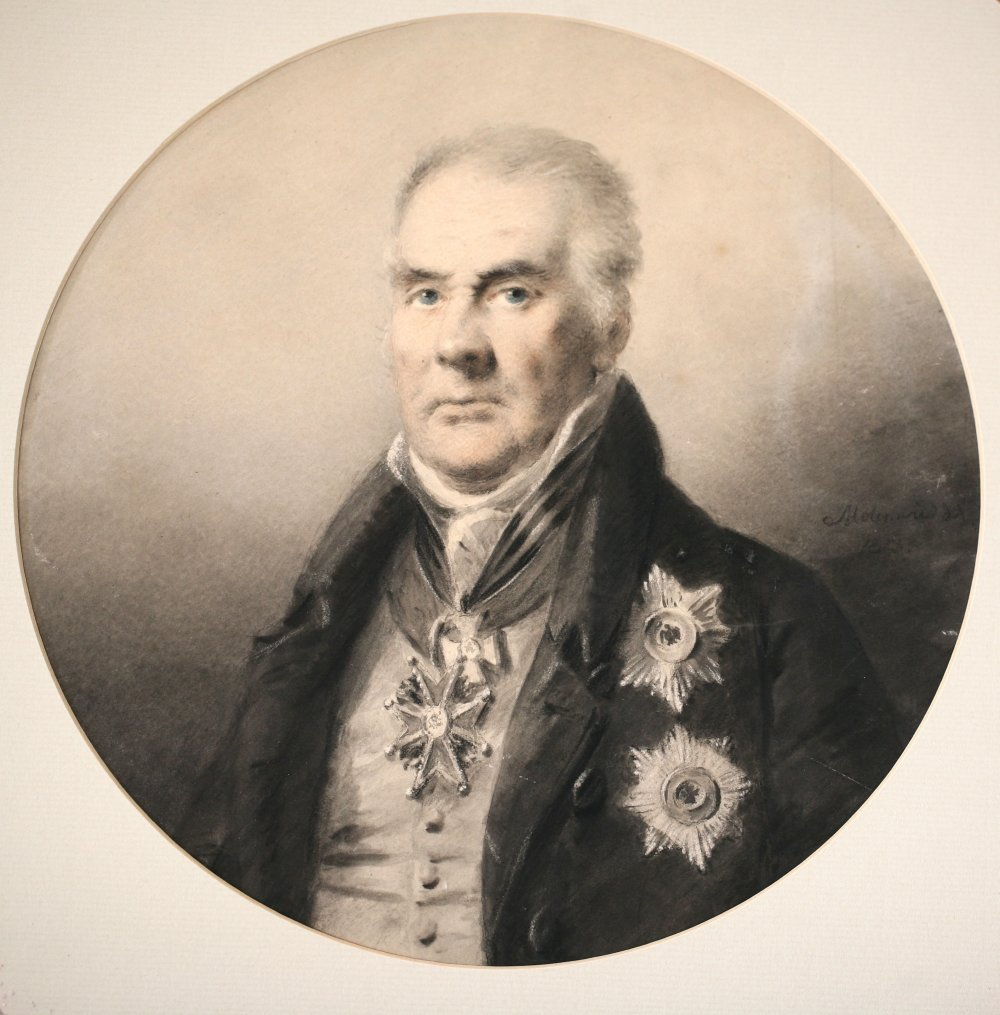
Портрет О. А. Игельстрома работы Александра Молинари, 1823 г.

Когда в 1794 году в Варшаве вспыхнуло восстание, известное, как «Варшавская заутреня», Игельстром чудом спасся от смерти. По одним сведениям, он бежал из мятежного города на дачу княгини Чарторыйской в Повонзках. По другим, главнокомандующий был захвачен врасплох и забаррикадировался в своей штаб-квартире на Мёдовой улице с небольшим отрядом. В течение двух дней, пока его спутники, среди которых был и генерал-майор граф Н. А. Зубов, старший брат светлейшего князя, сдерживали непрерывный натиск неприятеля, Игельстрём проявлял крайнюю нерешительность. На третий день с ним осталось чуть более 400 человек, способных держать оружие, и подошли к концу боеприпасы. Уступая давлению обстоятельств и мнению собственных офицеров, он всё же приказал пробиваться через охваченный восстанием и мародёрством город, прикрывая арьергард двумя полевыми пушками. Отступая Игельстрём не позаботился об уничтожении архива посольства, доставшегося повстанцам и позволивший им позже выявить и наказать множество тайных пособников Российской империи. Всего в его отряде, встреченном в предместьях Варшавы передовыми частями прусских союзников, уцелело 250 человек. Из прусского лагеря граф Зубов немедленно отправился в Санкт-Петербург, где 20 апреля 1794 года первым сообщил императрице достоверные сведения о начале восстания. По рассказам очевидцев, Екатерина II, получив эти известия, ударила рукой по столу и воскликнула: «Счастлив этот старик, что прежние его заслуги сохраняются в моей памяти!»
Так или иначе, в беспечности и недальновидности Игельстрома видели главную причину гибели значительной части русского гарнизона в ночь с 16 на 17 апреля 1794 года, остатки которого собрались при главной квартире прусского короля. 26 мая 1794 года русский отряд под командованием барона в составе прусской армии участвовал в удачном сражении с инсургентам под Щекоцинами.

### Поздние годы

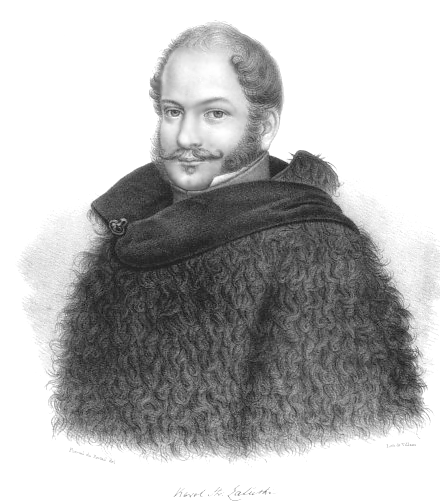
Кароль Теофиль Залуский, предполагаемый сын

Уволенный в отставку, Игельстром поселился с графиней Залуской в Риге, пока сразу по смерти императрицы новый государь Павел I не призвал его вновь на службу и не назначил военным губернатором в Оренбург. В этой должности, которую он занимал с 1796 по 1798 год, Игельстрём подчинил оренбургскому начальству башкир и мещеряков и улучшил их внутреннее устройство. Утверждается, что в Оренбурге фавориткой любвеобильного сановника стала знатная казашка Тайкара.
Через два года Игельстром, изнурённый приступами подагры, окончательно оставил службу и удалился в своё литовское имение Горжды, где и умер в 1823 году в глубокой старости.
В 1801 году он официально оформил свои отношения с графиней Залусской (ум. 1819), которая воспитывала в России их общих детей, сына и дочь. Поскольку дети были рождены в Варшаве до развода графини с мужем, они носили фамилию Залуских. Из них Кароль (1794—1845) впоследствии вступил в брак с Амелией Огинской, дочерью известного композитора.

## Комментарии
1. ↑  Во втором браке за Теофилем Залуским[пол.], владельцем Ойцовского замка, после развода с князем Любомирским.
2. ↑  По сведениям Булгарина, «генерала Игельстрома спасла его любовница графиня Залусская и переодетого вывезла из Варшавы»[5]
3. ↑  Всего во время Варшавского мятежа из 8000 расквартированного в Варшаве русского войска, было убито, по разным оценкам, от 2000 до 4000 военнослужащих и членов их семей[7].